# Munin-Verlag
Der Munin-Verlag GmbH ist ein rechtsextremistischer deutscher Buch- und Zeitschriftenverlag. Seinen Sitz hat der Verlag heute in Trier, vormals in Reinsfeld und Osnabrück. Er verlegte unter anderem die Veteranen-Zeitschrift Der Freiwillige der Hilfsgemeinschaft auf Gegenseitigkeit der Angehörigen der ehemaligen Waffen-SS (HIAG).
Der Name geht auf Munin, einen der beiden Raben und Begleiter des Kriegsgotts Odin in der bei Rechtsextremisten beliebten nordischen Mythologie, zurück. Munin „die Erinnerung“ hängt etymologisch mit dem altnordischen Verb muna (denken an, sich erinnern) zusammen.

## Hintergrund und Geschichte
Der Munin-Verlag wurde im Dezember 1958 vom Bundesverband der Soldaten der ehemaligen Waffen-SS e. V. – Hilfsgemeinschaft auf Gegenseitigkeit (HIAG) gegründet. Laut Gesellschaftervertrag war es das ausdrückliche Ziel der Verlagsgründung, in Zusammenarbeit mit Truppenkameradschaften die Kriegsgeschichte der Waffen-SS zu schreiben. Die Veröffentlichungen des Munin-Verlags genügen in der Regel nicht wissenschaftlichen Ansprüchen. Die Autoren des Verlags waren frühere Kommandeure oder Generalstabsoffiziere, die auch Mitglied der HIAG waren. Der Historiker Karsten Wilke ordnet die Veröffentlichungen in Versuche der HIAG ein, „von der professionellen Geschichtswissenschaft unbearbeitete Themenbereiche […] mit eigenen Darstellungen zu besetzen“. Diese Versuche seien weitgehend gelungen; spätestens in den 1970er Jahren habe die HIAG zumindest vorübergehend „ein Deutungsmonopol zur Kriegsgeschichte der Waffen-SS“ erlangt. Als die vier zentralen Elemente dieser „Erinnerungskonstruktionen“ benennt Wilke den „Topos der ‚unpolitischen‘ Waffen-SS“, ihre angebliche Eliterolle, die „Inszenierung der Truppe als ‚Europa-Armee‘“ sowie die „Abgrenzung von Kriegs- und NS-Verbrechen“.
Bis zur Auflösung des HIAG-Bundesverbands 1992 hatte der Munin-Verlag 57 Titel veröffentlicht. Im Munin-Verlag veröffentlichten namentlich Patrick Agte, Fritz Bunge, F. G. Einer, Albert Frey, Paul Hausser, Walter Hofmann, Kurt-Gerhard Klietmann, Richard Schulze-Kossens, Otto Kumm, Rudolf Lehmann, Georg Maier, Hubert Meyer, Eberhard Wolfgang Möller, Wilhelm Petersen, Gert Schwager, Sylvester Stadler, Hans Stöber, Peter Strassner, Ralf Tiemann und Wilhelm Tieke.
Auf Regionalebene existieren HIAG-Gliederungen auch heute noch. Das Magazin Der Freiwillige war das Organ des Waffen-SS-Veteranenverbands. Seine Auflage betrug 2006 5.000 Exemplare; das Heft erfreut sich vor allem in Neonazi-Kreisen einer großen Beliebtheit. Der Freiwillige wurde 2014 von Dietmar Muniers Verlag Lesen & Schenken übernommen und ist in dessen Magazin DMZ Zeitgeschichte aufgegangen.
Bis zum Jahr 2000 hatte der Verlag seinen Sitz in Osnabrück. Seit April 2000 ist Patrick Agte (* 1965) Inhaber des Munin-/DBU-Verlags. Agte ist gleichzeitig Geschäftsführer des Veteranenverbands Kameradschaftsverband des 1. Panzerkorps der ehemaligen Waffen-SS e. V. und unter anderem Herausgeber des Bildbands Michael Wittmann, erfolgreichster Panzerkommandant im Zweiten Weltkrieg und von Die Tiger der Leibstandarte SS Adolf Hitler. Auf Patrick Agte ist auch die Homepage der „Deutschen Buchunion“ angemeldet, deren Symbol dem des Munin-Verlags gleicht.
Der Munin-Verlag erzielte im Geschäftsjahr 2008 einen Umsatz von 700.000 Euro.

## Munin-Preis
Der Verlag lobte 2006 zwei Preise aus:
- Munin-Preis für bildende Kunst
- Munin-Preis für deutsche Sprache

Er begründete seine Initiative wie folgt: Seit Jahrzehnten hat in unserem Lande fast nur noch entartete Kunst eine Existenzberichtigung (sic!). Talente, die sich mit volksnaher Kunst und Kultur befassen, werden nicht gefördert und meist verlacht. Dies ist ein Zustand, den wir nicht länger tolerieren möchten.